# Bernard Dupuch
Pour les articles homonymes, voir Dupuch.
Bernard Dupuch, né le 26 octobre 1947 à Gabarnac et mort le 1er novembre 2016 à La Réole, est un coureur cycliste français. Professionnel au début des années 1970, il a remporté le Circuit de la Vienne,.
Après sa carrière cycliste, il devient vigneron à Caudrot. Il meurt de maladie.

## Palmarès
- 1965
  - 2e de Bordeaux-Arcachon
- 1966
  - 2e du Grand Prix Pierre-Pinel
- 1967
  - Tour du Bordelais
  - 2e du championnat de France des sociétés
  - 2e de Nantes-La Rochelle
  - 3e du Tour du Béarn
- 1968
  - Tour du Loir-et-Cher :
    - Classement général
    - Une étape

  - Deux Jours cyclistes de Machecoul :
    - Classement général
    - 1re étape

  - Paris-Dreux
  - 2e du Mérite Valdor
- 1969
  - 1re étape du Ruban granitier breton
  - Quatre Jours Basco-Landais
  - 2e du Ruban granitier breton
  - 2e de Paris-Mantes
  - 3e de Paris-Gachy
- 1970
  - Circuit de la Vienne